# Културанова
ААС Културанова (Удружење за алтернативно стваралаштво) је невладина, непрофитна организација основана маја 2001. године у Новом Саду) као кровна организација за различите неформалне независне уметничке групе, појединце и младе уметнике из Новог Сада. 
Организација Културанова фокусира свој развој на урбану културу младих и подизање свести о релевантним друштвеним темама, са визијом изградње креативних платформи за младе Новог Сада и региона.  